# Hrvatska koalicija za promjene
Hrvatska koalicija za promjene bila je koalicija hrvatskih političkih stranka u BiH sklopljena u Mostaru 20. prosinca 2005., a koju su činili HD, HSS BiH, HKDU BiH i HDU. Nastala je kao oporba HDZ-u BiH. Raskolom te stranke i nastankom HDZ-a 1990 za izbore 2006. Hrvatska koalicija za promjene ulazi s HDZ-om 1990 u izbornu koaliciju zvanu Hrvatsko zajedništvo.